# Sensi
Pour plus de détails, voir Fiche technique et Distribution.
Sensi est un film italien sorti en 1986 écrit, réalisé et interprété par Gabriele Lavia avec Monica Guerritore, sa femme à l'époque, et Mimsy Farmer. C'est un film noir avec des scènes érotiques.
Monica Guerritore est une habituée des thrillers érotiques comme La prima volta, sull'erba, Les Plaisirs interdits, Scandaleuse Gilda ou La Vénitienne.

## Fiche technique
Sauf indication contraire, les informations mentionnées dans cette section peuvent être confirmées par la base de données cinématographiques IMDb,  présente dans la section « Liens externes ».
- Titre original : Sensi (litt. « [Les] Sens »)
- Réalisateur : Gabriele Lavia
- Scénario : Gianfranco Clerici, Gabriele Lavia, Vincenzo Mannino (it), Dardano Sacchetti
- Photographie : Mario Vulpiani
- Montage : Daniele Alabiso
- Musique : Fabio Frizzi
- Décors : Giovanni Agostinucci
- Costumes : Silvia Polidori
- Trucages : Diego Dalla Palma (it), Fulvia Farolfi
- Effets spéciaux : Paolo Ricci
- Producteur : Pietro Innocenzi
- Société de production : Dania Film, Filmes International, Globe Films, National Cinematografica
- Pays de production :  Italie
- Langue de tournage : italien
- Format : Couleur
- Durée : 91 minutes (1h31)
- Genre : Thriller érotique
- Dates de sortie :
  - Italie : 30 octobre 1986

## Distribution
- Monica Guerritore : Vittoria
- Gabriele Lavia : Manuel
- Mimsy Farmer : Maîtresse Micòl
- Lewis Eduard Ciannelli : le mari de Vittoria
- Dario Mazzoli :
- Gioia Scola : Laura
- Masrevery Jean René :
- Aslaksen Ragnhild :